# 溫徹斯特 (伊利諾伊州)
溫徹斯特（英語：Winchester）是一個位於美國伊利諾伊州斯科特縣的城市。根據2010年美國人口普查，該地人口為1503人，而該地的面積約為2.92平方千米。同時該地也是斯科特縣的縣治。

## 地理
溫徹斯特的座標為39°37′48″N 90°27′21″W / 39.63000°N 90.45583°W，而該地的平均海拔高度為165米（即541英尺）。